# Jonathan Smith
Jonathan Scott „Jon” Smith (ur. 9 maja 1961 w Salem) – amerykański wioślarz, dwukrotny medalista igrzysk olimpijskich i trzykrotny medalista mistrzostw świata.

## Kariera
Wystartował na igrzyskach olimpijskich w Los Angeles w 1984, gdzie osada USA w składzie: David Clark, Jonathan Smith, Phillip Stekl i Alan Forney zdobyła srebrny medal w czwórkach bez sternika. W finale uplasowali się o 2,52 sekundy za osadą Nowej Zelandii i o 1,62 sekundy przed osadą Danii. Na rozgrywanych cztery lata później igrzyskach olimpijskich w Seulu Mike Teti, Jon Smith, Ted Patton, Jack Rusher, Peter Nordell, Jeffrey McLaughlin, Doug Burden, John Pescatore i Seth Bauer (sternik) zdobyli brązowy medal w ósemkach. Brał też udział w igrzyskach olimpijskich w Barcelonie w 1992, gdzie zajął dziewiąte miejsce w dwójkach podwójnych.
W ósemkach zdobył także złoty medal na mistrzostwach świata w Kopenhadze (1987) oraz brązowe na mistrzostwach świata w Hazewinkel (1985) i mistrzostwach świata w Nottingham (1986). 
Ponadto zdobył złoty medal w ósemkach na igrzyskach panamerykańskich w Caracas (1983).
Kształcił się na Uniwersytecie Browna.